# Dominik Britsch
Dominik Britsch (ur. 21 października 1987 w Bad Friedrichshall) – niemiecki bokser kategorii średniej.

## Kariera amatorska
Jako amator stoczył 69 walk, z których 59 wygrał i 10 przegrał, nie odnosząc jednak żadnych znaczących sukcesów.

## Kariera zawodowa
Jako zawodowiec zadebiutował 4 listopada 2006 roku, pokonując na punkty Erika Nazaryana. Do końca 2009 roku stoczył jeszcze 17 walk, z których wszystkie wygrał, zdobywając pas IBF Youth, który dwukrotnie obronił.
16 lipca 2011 roku zdobył pas IBF Inter-Continental w wadze średniej. Pokonał przez techniczny nokaut w 9 rundzie Amerykanina Ryana Davisa. Tytuł obronił w październiku, pokonując niejednogłośnie na punkty Billy’ego Lyella.
25 lutego 2012 roku zmierzył się z Roberto Santosem o wakujące mistrzostwo Unii Europejskiej w wadze średniej. Walka zakończyła się remisem po 12 rundach (113-115 dla Hiszpana, 114-114 oraz 117-112 dla Britscha).
15 września 2012 roku doszło do rewanżu z Santosem, a stawką ponownie było mistrzostwo UE. Na początku dominował faworyzowany Niemiec, zasypując Hiszpana dużą liczbą ciosów. W 7. rundzie Hiszpan posłał Britscha na deski po ciosie na korpus, a w 8. niespodziewanie zwyciężył przez techniczny nokaut.